# Exotec
Exotec [eɡ.zo.tɛk] (ehemals Exotec Solutions) ist ein Start-up, das 2015 gegründet wurde und seinen Hauptsitz in Croix in der Region Hauts-de-France hat. Das französische Unternehmen entwickelt Lösungen, die Robotik und Software kombinieren, um die Kommissionierung und Logistik für den Großhandel, die Industrie oder den Onlinehandel zu optimieren.

## Geschichte
Das Unternehmen wurde im Juni 2015 von Renaud Heitz und Romain Moulin gegründet, zwei ehemaligen Mitarbeitern von BA Systèmes. Im Gründungsjahr sammelte Exotec 340.000 Euro von Business Angels ein.
Exotec entwickelt ein automatisiertes Kommissioniersystem, das aus einer Flotte von Skypod-Robotern besteht. Diese sind mit einem rotierenden Scanner ausgestattet, um sich autonom zu orientieren und zu bewegen. Sie können dank einer eingebetteten Robotersoftware und einem Server namens Fleet Control in Gruppen arbeiten, der die Aktionen der Roboter überwacht und koordiniert. Das System richtet sich hauptsächlich an E-Commerce-Händler in den Bereichen Kultur und Mode, aber auch Lebensmittel und Einzelhandel, um Geschäfte ohne eigene Lagerbestände zu beliefern. Es reduziert die Laufwege der Mitarbeiter in Lagern und optimiert die Kommissioniergeschwindigkeit.
Im Dezember 2016 kündigte Exotec eine zweite Finanzierungsrunde in Höhe von 3,3 Millionen Euro an.
Zu den ersten Kunden gehörte Cdiscount, das 2017 das Skypod-System in Bordeaux einsetzte. 2018 erhielten sie für diese Zusammenarbeit den Preis David mit Goliath.
Im Juni 2018 sammelte Exotec 15 Millionen Euro ein und verlagerte die Produktion nach Croix.
2019 ging Exotec Partnerschaften mit AHS und Uniqlo ein.
2020 sammelte das Unternehmen 77 Millionen Euro ein und wurde 2021 in die Next40 aufgenommen. Im Januar 2022 wurde Exotec nach einer 335-Millionen-Dollar-Finanzierung als 25. französisches Einhorn bewertet.

## Finanzen

### Finanzierungsrunden
| Runde   | Betrag       | Investoren                                               |
| ------- | ------------ | -------------------------------------------------------- |
| Seed    | 1,6 Mio. €   | 360 Capital                                              |
| Serie A | 3,3 Mio. €   | 360 Capital, Breega                                      |
| Serie B | 17,7 Mio. $  | 360 Capital, Breega, Iris Capital                        |
| Serie C | 90,0 Mio. $  | Dell Technologies Capital, Breega, Iris Capital, 83North |
| Serie D | 335,0 Mio. $ | Goldman Sachs, Bpifrance, Large Venture, 83North         |

### Finanzielle Daten
Laut öffentlich zugänglichen Angaben erzielte der Konzern Exotec weltweit folgende Jahresumsätze:
- 2022: 157 Millionen Euro
- 2023: 285 Millionen Euro
- 2024: 288 Millionen Euro

## Exotec Weltweit
Stand Mai 2025 hat Exotec Büros in 6 Ländern und über 135 Systeme in mehr als 12 Ländern installiert.

### Exotec - Büro und Democenter
- Frankreich - Lille (Headquarters)[18]
- Deutschland - München (Democenter + Büro)[19]
- USA - Atlanta (Democenter + Büro)[20]
- Japan - Tokyo (Democenter + Büro)[21]
- Südkorea - Seoul (Democenter + Büro)[22]
- Österreich - Graz (Büro)[23]
- Frankreich - Lyon (F&E Lab)[24]

### Exotec in Europa

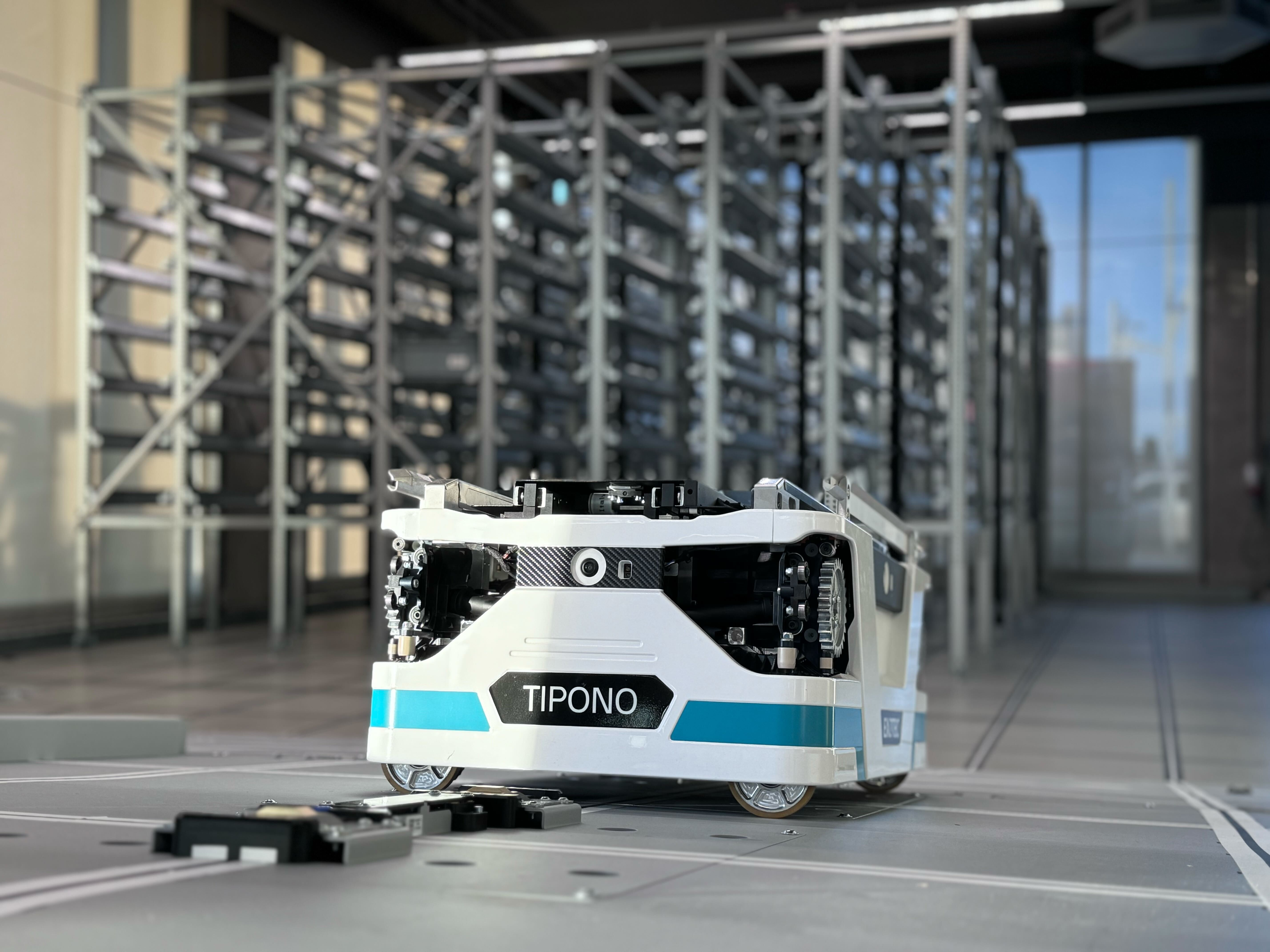
Skypod-Robot in Münchner Showroom

Nennenswerte Kundenreferenzen in Europa:
- Frankreich (Renault[25])
- Niederlande (Ceva Logistics[26])
- Polen (ILS European Logistics[27])
- Italien (OdPlus[28])
- Spanien (PCComponentes[29])
- Schweiz (Dosenbach-Ochsner[30])

### Exotec in Nordamerika
Nennenswerte Kundenreferenzen in Nordamerika:
- USA, Kentucky (Gap[31])
- USA, Michigan (Lane Automotive[32])
- Canada, Montreal (Decathlon[33])

### Exotec in APAC
Nennenswerte Kundenreferenz im Asien-Pazifischen Raum (APAC):
- Japan, Nagoya (Alps Logistics[34])
- Japan, Tokio (Uniqlo[35])

## Anderes

### Logo

Logo 2017–2019
Logo 2019–2022
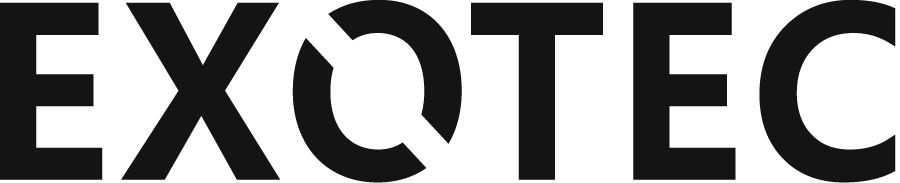
Logo seit 2022

Seit 2017 verwendet das Logo eine speziell entwickelte Typografie.